# سويقة (بلنسية)
سُوَيقة هي مدينة تقع في شرق إسبانيا في منطقة بلنسية . تقع على الضفة اليسرى لنهر شقر. بلدة سُوَيقة مفصولة عن البحر الأبيض المتوسط ب 11 كيلومتر (7 ميل) إلى الشرق بواسطة قلبيرة. تُظهر بعض الهندسة المعمارية جذور مغاربية - الأسطح المسطحة والأبراج، وأقواس حدوة الحصان - وتحتوي المنطقة على نظام ري يعود تاريخه إلى العصور المغاربية. تعتبر معالجة الأرز الصناعة الرئيسية ، بالإضافة إلى تصدير البرتقال أيضًا.